# Raimundo Enes Meira

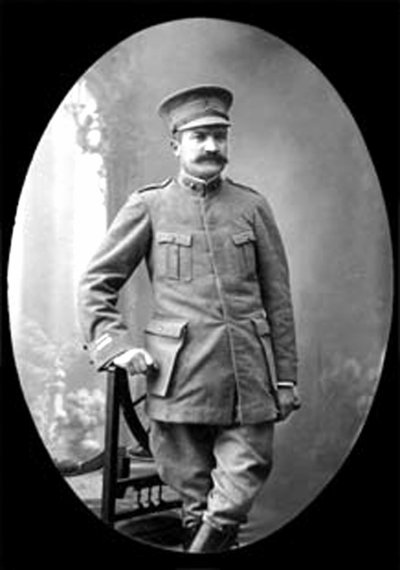
Raimundo Enes Meira

Raimundo Enes Meira (* 25. Mai 1866 in Afife, Portugal; † 30. Juni 1946 ebenda) war ein portugiesischer Offizier, Kolonialverwalter und Politiker. Meira ist einer der Hauptbegründer der Partido Democrático im Alto Minho, im äußersten Nordosten Portugals.

## Familie
Raimundo Enes Meira war der Sohn von Joaquim Alves Meira und Custódia Enes Ramos Bezerra. 1908 heiratete Meira Laura Pinto de Lemos Pereira.

## Leben
Als Freiwilliger trat Meira 1886 in das 3. Infanterieregiment ein, später wurde er Kadett (sargento graduado cadete) im 2. Artillerieregiment. 1893 ging er auf die Artillerieschule und schloss sie im selben Jahr als Leutnant (segundo-tenente) ab. Danach diente er im 3. und 5. Artillerieregiment. Oberleutnant (primeiro-tenente) wurde Meira 1895.
Im Mai 1896 wurde Meira zur Gebirgsartilleriebrigade nach Portugiesisch-Indien versetzt. Ebenfalls Mitglied des Expeditionskorps waren in dieser Zeit José Norton de Matos und Alfredo de Sá Cardoso. Meira kehrte im November 1897 nach Portugal zurück und diente wieder im 3. Artillerieregiment. 1908 wurde er zum Hauptmann (Capitão) befördert. 1911 kämpfte Meira, bei der Gebirgsartillerie, in den Bergen bei Gerez, gegen den Monarchisten Paiva Couceiro, bei seinem ersten Einfall nach Portugal.
Vom 2. Juni bis zum 19. Juni wurde Meira zum Zivilgouverneur von Coimbra ernannt, um sich um einen Generalstreik zu kümmern. Am 26. Juni 1913 übernahm Meira das Amt des Zivilgouverneurs von Viana do Castelo. Diesen Posten hatte er bis zum 21. März 1914 inne. Für Viana wurde Meira schließlich 1915 Abgeordneter der Partido Democrático im Parlament.
Nach der Beförderung zum Major 1916 kam Meira zum 1. Panzerbataillon, das 1917 in den Ersten Weltkrieg nach Frankreich geschickt wurde, wo es in die 2. Division des Corpo Expedicionário Português unter General Simas Machado integriert wurde. Meira kämpfte im 6. und 11. Artillerieregiment. Im Februar wurde er zum Oberstleutnant (tenente-coronel) befördert und in den Generalstab versetzt.
Nach Ende des Krieges wurde Meira Vizekommandant des 6. Artillerieregiments (Serra do Pilar) und gewählter Senator der Partido Democrático für Viana do Castelo. 1923 und 1925 wurde Meira wiedergewählt. Meira wurde 1922 Oberst und Kommandant des 6. Artillerieregiments.
Ab 1924 war Meira Gouverneur der Kolonie Portugiesisch-Timor, wo er erfolgreich die Finanzen reformierte und für einen ausgeglichenen Haushalt sorgte. Er führte eine Grund- und eine Gewerbesteuer ein, eröffnete erstmals eine Landwirtschafts- und Industriemesse in Dili und vergab Konzessionen zur Erdölsuche in der Kolonie. Im Juni 1926 wurde Meira durch die Regierung der Nationalen Revolution abberufen und im Februar 1927 in die Reserve versetzt.

## Auszeichnungen
- Silberne Medaille der Königin Amélia
- 1919 Comendador des Christusorden
- 1919 Komtur, 1923 Großoffizier des Ritterorden von Avis
- Goldene Medaille für vorbildliches Verhalten